# Холокост в Климовичском районе
Холокост в Кли́мовичском районе — систематическое преследование и уничтожение евреев на территории Климовичского района Могилёвской области оккупационными властями нацистской Германии и коллаборационистами в 1941—1944 годах во время Второй мировой войны, в рамках политики «Окончательного решения еврейского вопроса» — составная часть Холокоста в Белоруссии и Катастрофы европейского еврейства.

## Геноцид евреев в районе
Климовичский район был полностью оккупирован немецкими войсками в августе 1941 года, и оккупация продлилась более двух лет — до сентября 1943 года. Нацисты включили Климовичский район в состав территории, административно относящейся к зоне армейского тыла группы армий «Центр». Комендатуры — полевые (фельдкомендатуры) и местные (ортскомендатуры) — обладали всей полнотой власти в районе.
Для осуществления политики геноцида и проведения карательных операций сразу вслед за войсками в район прибыли карательные подразделения войск СС, айнзатцгруппы, зондеркоманды, тайная полевая полиция (ГФП), полиция безопасности и СД, жандармерия и гестапо.
Во всех крупных деревнях района были созданы районные (волостные) управы и полицейские гарнизоны из местных коллаборационистов.
Одновременно с оккупацией нацисты и их приспешники начали поголовное уничтожение евреев. «Акции» (таким эвфемизмом гитлеровцы называли организованные ими массовые убийства) повторялись множество раз во многих местах. В тех населенных пунктах, где евреев убили не сразу, их содержали в условиях гетто вплоть до полного уничтожения, используя на тяжелых и грязных принудительных работах, от чего многие узники умерли от непосильных нагрузок в условиях постоянного голода и отсутствия медицинской помощи.
За время оккупации практически все евреи Климовичского района были убиты, а немногие спасшиеся в большинстве воевали впоследствии в партизанских отрядах.
Евреев в районе убили в Климовичах и Климовичском горсовете, деревнях Дударевка, Кулешовка, Карпачи (сейчас — Коноховка), Красавичи, Милославичи, Михалин, Попехинка, Родня, Селище, Ходунь, Хотовиж (около 40 семей) и других.

## Гетто
Оккупационные власти под страхом смерти запретили евреям снимать желтые латы или шестиконечные звезды (опознавательные знаки на верхней одежде), выходить из гетто без специального разрешения, менять место проживания и квартиру внутри гетто, ходить по тротуарам, пользоваться общественным транспортом, находиться на территории парков и общественных мест, посещать школы.
Реализуя нацистскую программу уничтожения евреев, немцы создали на территории района одно гетто — в Климовичах, в котором с августа до 20 ноября 1941 года были замучены и убиты около 900 евреев.

## Случаи спасения и «Праведники народов мира»
В Климовичском районе 2 человека были удостоены почетного звания «Праведник народов мира» от израильского мемориального института «Яд Вашем» «в знак глубочайшей признательности за помощь, оказанную еврейскому народу в годы Второй мировой войны» — Языменко Василий и Александра, которые спасли Гуревич Груню и её дочь Раису в деревне Пожарь.
Попкова Евдокия и Ефремов Иван, рискуя жизнью, спасли Школьникову Раису.

## Память
Опубликованы неполные списки жертв геноцида евреев в Климовичском районе.
Два памятника убитым евреям установлены в Климовичах. Тела убитых евреев деревни Карпачи перезахоронены в братскую могилу в деревне Бабичин, ныне не существующей — за деревней Ерошовка, и на могиле установлен памятник. Памятник на месте убийства евреев установлен в Милославовичах в 2007 году.